# Stephen Hodge
Stephen Hodge (Adelaida, 18 de juliol de 1961) fou un ciclista australià, professional des del 1987 fins al 1996.
Va aconseguir victòries en curses com el Tour de Tasmània o el Giro del Mendrisiotto, i altres victòries d'etapa en proves com el Tour de Romandia o el Herald Sun Tour.

## Palmarès
- 1986
  - 1r al Giro del Mendrisiotto
  - 1r al Examiner Tour of the North
- 1988
  - 1r al Gran Premi Raymond Impanis
- 1989
  - Vencedor d'una etapa de la Herald Sun Tour
- 1990
  - 1r a la Clàssica dels Ports
- 1991
  - Vencedor d'una etapa del Tour de Romandia
  - 1r a la Biel-Magglingen
  - 1r a la Mazda Tour i vencedor d'una etapa
- 1992
  - Vencedor d'una etapa del Critèrium Internacional
  - 1r a la Biel-Magglingen
- 1993
  - 1r al Memorial Manuel Galera
- 1994
  - Vencedor d'una etapa de la Herald Sun Tour
- 1996
  - 1r al Tour de Tasmània
  - Vencedor de 2 etapes de la Herald Sun Tour
  - Vencedor d'una etapa del Trofeu Joaquim Agostinho

### Resultats al Giro d'Itàlia
- 1990. 19è de la classificació general
- 1991. 26è de la classificació general
- 1995. 85è de la classificació general
- 1996. 76è de la classificació general

### Resultats a la Volta a Espanya
- 1992. 26è de la classificació general
- 1993. 85è de la classificació general
- 1994. 31è de la classificació general
- 1996. 76è de la classificació general

### Resultats al Tour de França
- 1989. 83è de la classificació general
- 1990. 34è de la classificació general
- 1991. 67è de la classificació general
- 1992. 93è de la classificació general
- 1994. 83è de la classificació general
- 1995. 64è de la classificació general